# J.P. Morgan Chase

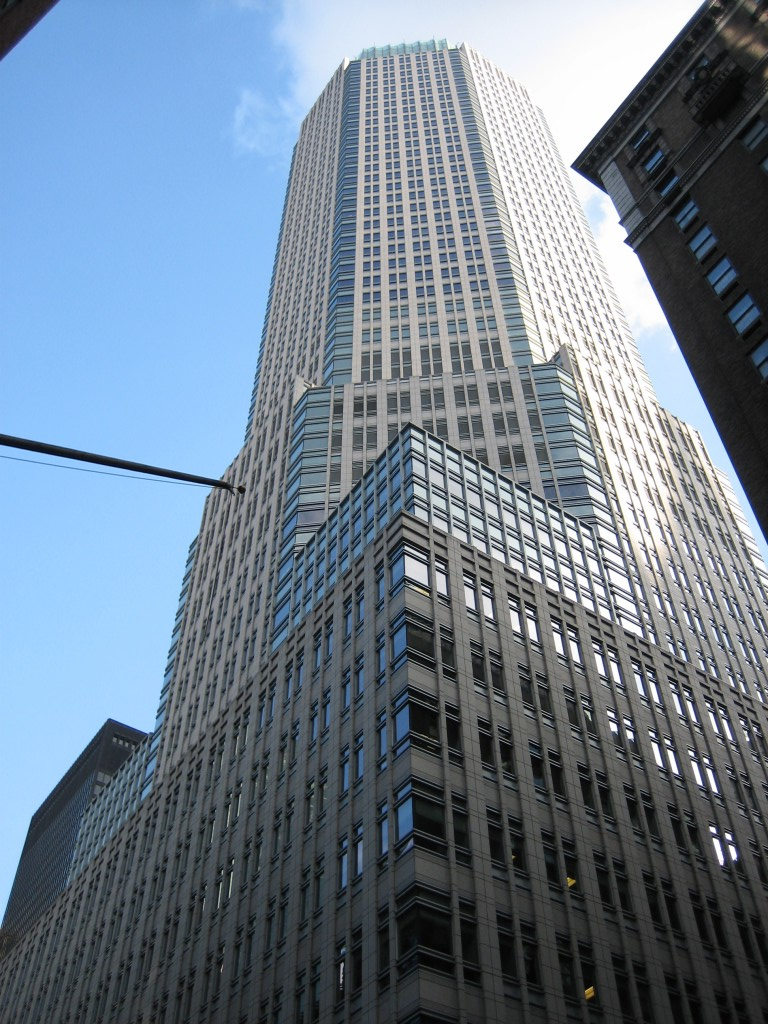
Huvudkontoret för J.P. Morgan Chase & Co. ligger i skyskrapan 383 Madison Avenue på Manhattan.

J.P. Morgan Chase & Co., av banken skrivet JPMorgan Chase & Co; stiliserat som JPMorganChase, är ett amerikanskt finansbolag och affärsbank. Bolaget opererar i 60 länder. J.P. Morgan Chase räknas som en av de fyra stora bankerna i USA, tillsammans med Bank of America, Citigroup och Wells Fargo. Megabanken bildades år 2000 då Rockefellers, med dess storbank Chase Manhattan, och Morgans, med dess storbank J.P. Morgan & Co., slog sig ihop och bildade J.P. Morgan Chase & Co, för att därigenom ta upp kampen med Goldman Sachs.

## Historia

### Övertagandet av Bear Stearns
Bear Stearns & Co. Inc. var den femte största investmentbanken i USA fram till 2007–2008. Under senare delen av 2007 började gick det dock raskt utför för företaget, bland annat på grund av krisen med subprimelånen. Den 16 mars 2008, efter en vecka av intensiva förhandlingar mellan J.P. Morgan, Bear Stearns och den federala regeringen, gick JP Morgan ut med uttalandet att de hade planer på att ta över det krisdrabbade Bear Stearns. 18 mars annonserades köpet till ett pris på 236 miljoner dollar (2 dollar per aktie), motsvarande 7% av Bear Stearns börsvärde två dagar tidigare. För att genomföra köpet krävde JP Morgan att den amerikanska staten skulle gå in med ett nödlån, så kallad bailout, för att rädda Bear Stearns. Federal Reserve Bank of New York gick in med ett nödlån på 29 miljarder dollar för att köpet skulle kunna genomföras. Bear Stearns aktieägare protesterade mot det låga köppriset varvid vissa justeringar gjordes där J.P. Morgan erbjöd 10 dollar per aktie och uppgörelsen slutfördes den 2 juni 2008.

### Ageranden under finanskrisen
J.P. Morgan Chase har liksom de övriga megabankerna i USA stämts åtskilliga gånger på mångmiljardbelopp för diverse grova ekobrott innan och under finanskrisen 2008. I november 2013 betalade banken världshistoriens största förlikning med den amerikanska staten för delaktighet i den medvetna försäljningen av dåliga lån som ledde till bostadsbubblan i USA 2007. Förlikningen på totalt 13 miljarder dollar skadade inte bankens börsvärde, som fortsatte stiga till rekordnivåer, och motsvarade endast drygt hälften av bankens nettoinkomst för år 2012. Det kan jämföras med totalvärdet på över en biljon dollar som banken tillsammans med de två av JP Morgan uppköpta bankerna Washington Mutual och Bear Stearns sålde subprimelån för åren 2004–2007.
I början av 2014 framkom det att JP Morgan gått med på att betala 2,593 miljarder dollar i böter och förlikningar för att ha undanhållit myndigheterna information om Bernie Madoffs finansbedrägerier. De 2,593 miljarder dollar ska fördelas följande: 1,7 miljarder dollar i förlikning till USA:s justitiedepartement, 350 miljoner dollar till den oberoende myndigheten Office of the Comptroller of the Currency i form av böter, 325 miljoner dollar till en grupptalan i form av förlikning och 218 miljoner dollar till att förlika en stämning gjord av konkursförvaltare.

## Verksamhet

### J.P. Morgan som derivataktör
I boken Bankerna och Skuldnätet, av Ellen Hodgson Brown, anges att banken är delaktig i derivat med ett kalkylerat värde på 57 biljoner dollar. Banken är med andra ord en mycket stor aktör när det gäller derivat. (s. 403) 

### Dotterbolag
- J.P. Morgan & Co., investmentbank
- Highbridge Capital Management, LLC, hedgefond[11]
- Chase, bank
- Bank One Corporation, bank
- Bear Stearns
- Washington Mutual

### Byggnader
Ett urval av byggnader som ägs/ägdes alternativt använts/användes av J.P. Morgan Chase.

#### Nuvarande
- 245 Park Avenue
- 383 Madison Avenue, temporär koncernhuvudkontor fram till tidigast 2024. Fastighet förvärvad via köpet av Bear Stearns.

#### Framtida
- 270 Park Avenue, framtida koncernhuvudkontor tidigast 2024.

#### Tidigare
- 270 Park Avenue, tidigare koncernhuvudkontor, revs 2021.
- JPMorgan Chase Tower
- One Chase Manhattan Plaza